# Shereefa Lloyd
Pour les articles homonymes, voir Lloyd.
Shereefa Lloyd (née le 2 septembre 1982) est une athlète jamaïcaine, spécialiste du sprint.

## Dopage
À la suite du scandale de dopage concernant la Russie, 454 échantillons des Jeux olympiques de Pékin en 2008 ont été retestés en 2016 et 31 se sont avérés positifs dont Anastasiya Kapachinskaya et Tatyana Firova, médaillées d'argent du relais 4 x 400 m. Par conséquent, Lloyd et ses coéquipières pourraient se voir attribuer la médaille d'argent de ces Jeux si l'échantillon B (qui sera analysé en juin) se révèle également positif.

## Palmarès

### Championnats du monde d'athlétisme
- Championnats du monde d'athlétisme de 2007 à Osaka ( Japon)
  -  Médaille d'argent en relais 4 × 400 m
- Championnats du monde d'athlétisme de 2009 à Berlin ( Allemagne)
  -  Médaille d'argent en relais 4 × 400 m

### Jeux panaméricains
- Jeux Panaméricains de 2007 à Rio de Janeiro ( Brésil)
  - 4e sur 400 m

## Meilleurs temps
| Distance | Temps   | Lieu    | Date            |
| -------- | ------- | ------- | --------------- |
| 60 m     | 7 s 50  | Lincoln | 27 février 2004 |
| 100 m    | 11 s 50 | Abilene | 17 avril 2003   |
| 200 m    | 23 s 10 | Norman  | 1er mai 2004    |
| 400 m    | 51 s 00 | Osaka   | 27 août 2007    |